# Bad Goisern am Hallstättersee
Bad Goisern am Hallstättersee är en köpingskommun i distriktet Gmunden i förbundslandet Oberösterreich i Österrike. Bad Goisern am Hallstättersee  ingår i Salzkammergut-området, som är uppsatt på Unescos världsarvlista. Kommunen har 7 605 invånare (2024).

## Historia
Bad Goisern am Hallstättersee är en ort med en lång historia. Orten nämndes första gången på 1300-talet under namnet "Gebisham". 1931 blev Goisern kurort och 1952 blev den köping. Kommunen hette före 1955 Goisern, mellan 1955 och 2008 Bad Goisern och sedan 2008 har den nuvarande namn.

## Orter
Kommunen består av 31 orter (Ortschaften) (inom parentes invånarantal 1 januari 2024):

- Anzenau (22)
- Au (450)
- Bad Goisern (2 120)
- Edt (185)
- Gschwandt (637)
- Görb (109)
- Herndl (204)
- Kogl (84)
- Lasern (293)
- Muth (30)
- Obersee (67)
- Pichlern (42)
- Posern (166)
- Primesberg (70)
- Pötschen (29)
- Ramsau (246)
- Rehkogl (107)
- Reitern (376)
- Riedln (52)
- Sankt Agatha (317)
- Sarstein (229)
- Solbach (32)
- Stambach (381)
- Steeg (182)
- Steinach (137)
- Unterjoch (116)
- Untersee (525)
- Weißenbach (195)
- Wiesen (99)
- Wildpfad (47)
- Wurmstein (56)